# Marc Etchebers
Marc Etchebers est un pilote de rallye français natif de Saint-Jean-Pied-de-Port (Pyrénées-Atlantiques).

## Biographie
Il a débuté la compétition automobile en 1966, sur NSU.
Pharmacien de métier, il a accompli l'essentiel de sa carrière en Espagne, y remportant de nombreuses courses durant les années 70 et 80, sur Porsche (préparateur Bernard Vara).
Sa copilote, et épouse, était Marie-Christine Rives.

## Classements au Championnat d'Espagne des rallyes
- 1974: 3e;
- 1975: Vice-champion d'Espagne des rallyes (à 16,4 points d'Antonio Zanini);
- 1976: 4e;
- 1977: 4e;
- 1978: 4e;
- 1979: 3e;
- 1980: 5e;
- 1981: 10e;
- 1982: 4e;
- 1983: 4e;

## Victoires (plus de 35 en championnat, jusqu'en 1983)
- 1969 : rallye Firestone ;
- 1970 : rallye Vasco Navarro ;
- 1972 : rallye Escuderia La Restinga, rallye Vasco Navarro, critérium Montseny-Guillerias, critérium Luis da Baviera, rallye de Orense, rallye da Catalunha ;
- 1974 : rallye Costa del Sol, Rallye das Rias Bajas (Rias Baixas) ;
- 1975 : rallye Vasco Navarro, rallye de Orense, rallye Ciudad de Ferrol, rallye das 2000 Virages, rallye Costa del Sol ;
- 1976 : rallye Vasco Navarro, rallye Fallas, rallye Subida Urretxu, rallye 500 km Nocturnos de Alicante, rallye Ciudad de Ferrol, rallye das 2000 Virages, rallye Costa del Sol ;
- 1977 : rallye Vasco Navarro, criterium de La Rioja ;
- 1978 : rallye 500 km de Alicante ;
- 1979 : rallye Vasco Navarro, rallye 500 km de Alicante, rallye Ciudad de Ferrol, rallye das Rias Bajas, rallye El Corte Inglês, rallye das 2000 Virages ;
- 1980 : rallye Vasco Navarro, rallye Sachs, rallye das Rias Bajas, rallye Ciudad de Ferrol, rallye El Corte Inglês, rallye das 2000 Virages ;
- 1982 : rallye da Sierra Morena, rallye Sachs, rallye Costa del Sol ;
- 1983 : rallye Vasco Navarro ;
- 1985 : rallye de Orense, Rallye Internacional Cantabria ;
- 1986 : rallye de Orense ;
- 1987 : rallye de Orense (5 victoires, tout comme Miguel Fuster ; le record de l'épreuve est détenu par Jesús Puras avec 7 titres), rallye Costa del Sol (5 victoires, le record de l'épreuve est détenu par Enrique Villar avec 7 titres) ;
- 1988 : rallye Ciudad de Santander ;
- 1988 : Rallye Internacional Cantabria.

Il a participé au rallye du Portugal en 1975 (sur BMW 2002), et en France au critérium des Cévennes en 1966 (sur NSU).

## Palmarès de Marie-Christine
- Quadruple vice-championne d'Espagne des copilotes: 1975, 1976, 1977, et 1979.